# Aprendizaje semipresencial
El aprendizaje semipresencial (en inglés blended learning o b-learning) se refiere a la combinación del trabajo presencial (en aula), y del trabajo en línea (combinando Internet y medios digitales), en donde la persona que es estudiante puede controlar algunos factores como el lugar, momento y espacio de trabajo. También puede entenderse como la combinación eficiente de diferentes métodos de impartición, modelos de enseñanza, cursos de incorporación y estilos de aprendizaje.
Dado que el aprendizaje semipresencial depende en gran medida del contexto, resulta difícil establecer una concepción universal del mismo. Algunos informes han afirmado que la falta de consenso sobre una definición firme del aprendizaje mixto ha provocado dificultades en la investigación sobre su eficacia. Un estudio muy citado de 2013 definió a grandes rasgos el aprendizaje mixto como una mezcla de enseñanza en línea y presencial en la que la parte en línea sustituye efectivamente parte del tiempo de contacto presencial en lugar de complementarlo.
Además, un metaanálisis de 2015 que realizó una amplia revisión de estudios de investigación basados en la evidencia en torno al aprendizaje semipresencial, encontró puntos en común al definir que este tipo de aprendizaje era "considerado como una combinación de modos de instrucción tradicionales f2f [cara a cara] con modos de aprendizaje en línea, aprovechando la instrucción mediada por la tecnología, donde todos los participantes en el proceso de aprendizaje están separados por la distancia parte del tiempo". Este informe también encontró que todos estos estudios basados en la evidencia concluyeron que el rendimiento de los estudiantes era más alto en las experiencias de aprendizaje combinado en comparación con las experiencias de aprendizaje totalmente en línea o totalmente cara a cara.

## Definición y origen
El aprendizaje semipresencial se puede entender como aquel diseño docente en el que se mezcla una parte presencial (físico) y tecnologías para una parte no presencial (virtual) que se hibridan con el objetivo de mejorar el proceso de enseñanza aprendizaje. Así el concepto recibe otras denominaciones más centradas en la acción del diseñador o  docente, como «mixto», «educación flexible» o «modelo híbrido». Estas definiciones adaptan el desarrollo y las actividades a un entorno de enseñanza a distancia sin embargo, carecían de una explicitación clara de los cambios de paradigma que se ocasiona con la incorporación de nuevos entornos educativos.
Aunque los conceptos en los que se basa el aprendizaje semipresencial se desarrollaron por primera vez en la década de 1960, la terminología gormal para describirlo tiene su origen a finales de los años 90 con la intención de solventar las dificultades que atravesaba la metodología de la educación en línea ocupada más de aspectos instrumentales que en la orientación didáctica de la educación.

## Categorización

La metodología del aprendizaje semipresencial o híbrido implica aprendizaje en dispositivos móviles, aprendizaje presencial, en el salón, y aprendizaje en línea.

Se podría establecer una categorización de este tipo de aprendizaje según la utilización de los recursos de Internet, en general, y de las aulas virtuales de forma más específica en la docencia en función del grado de presencialidad o distancia en la interacción entre profesor y alumnado. Así, podemos identificar tres grandes grupos o modelos de educación en línea:
- Modelo de docencia presencial con Internet: el aula virtual como complemento o recurso de apoyo.
- Modelo de docencia semipresencial: el aula virtual como espacio combinado con el aula física o aprendizaje semipresencial.
- Modelo de docencia a distancia: el aula virtual como único espacio educativo.

El aprendizaje semipresencial se refiere al trabajo combinado en modalidad presencial y en línea para lograr un aprendizaje eficaz. El gran reto está en encontrar el balance adecuado entre las actividades que se realizan de manera virtual, y las que se hacen de manera presencial.
Existen cuatro tipos de implementación del aprendizaje semipresencial:
- A nivel de actividad: donde cada una de ellas combina momentos de trabajo presenciales y otros virtuales (por ejemplo una actividad que implica debate de aula y un visionado de un video).
- A nivel de curso: los cursos cuentan con diferentes bloques cuya impartición puede coincidir en el tiempo o ser secuenciada. Además estos cuentan con partes de trabajo virtual y partes que requieren de la presencia física del alumno.
- A nivel de programa formativo: los programas combinan partes de transcurso del curso que serán en línea con otras que tendrán un carácter presencial (como las prácticas que se realizan en el mismo).
- A nivel institucional: algunas instituciones educativas y universidades diseñan su propio modelo de b-learning, ajustando el modelo presencial del que ya disponen a un modelo semipresencial, con una menor carga horaria donde el alumno tenga que personarse, una oferta de itinerarios en línea y un plan de estudios ajustado a esta modalidad de estudio.

El modelo semipresencial es un modelo de aprendizaje en el que se combinan características del trabajo presencial y del trabajo en línea, que enriquecen el aprendizaje de contenidos y la dinámica de trabajo.
| Modelo presencial              | Modelo semipresencial               |
| ------------------------------ | ----------------------------------- |
| Presencialidad                 | Virtualidad                         |
| Relación profesor-alumnos      | Relación alumnos-propio aprendizaje |
| Transmisión de conocimientos   | Desarrollo de capacidades           |
| Cultura escrita-oral           | Cultura audiovisual                 |
| Uso tradicional de tecnologías | Nuevas tecnologías                  |

En el trabajo presencial el maestro puede explicar a los alumnos contenidos, propiciar la organización de trabajo o solicitar el desarrollo de tareas en clase, mientras que en línea las tareas están dispuestas para que los alumnos las realicen fuera de clase en el momento y lugar que ellos puedan. En el caso de las actividades de trabajo en equipo, los alumnos son quienes se organizan para hacer las tareas asignadas.
La relación entre profesor y alumnos tiene un cambio en el espacio virtual, pues se trata de hacer un seguimiento del trabajo de los alumnos y dar pautas conforme se vayan requiriendo. Por otro lado, la comunicación puede ser hacia todo el grupo o para un alumno en particular en relación con algo específico.

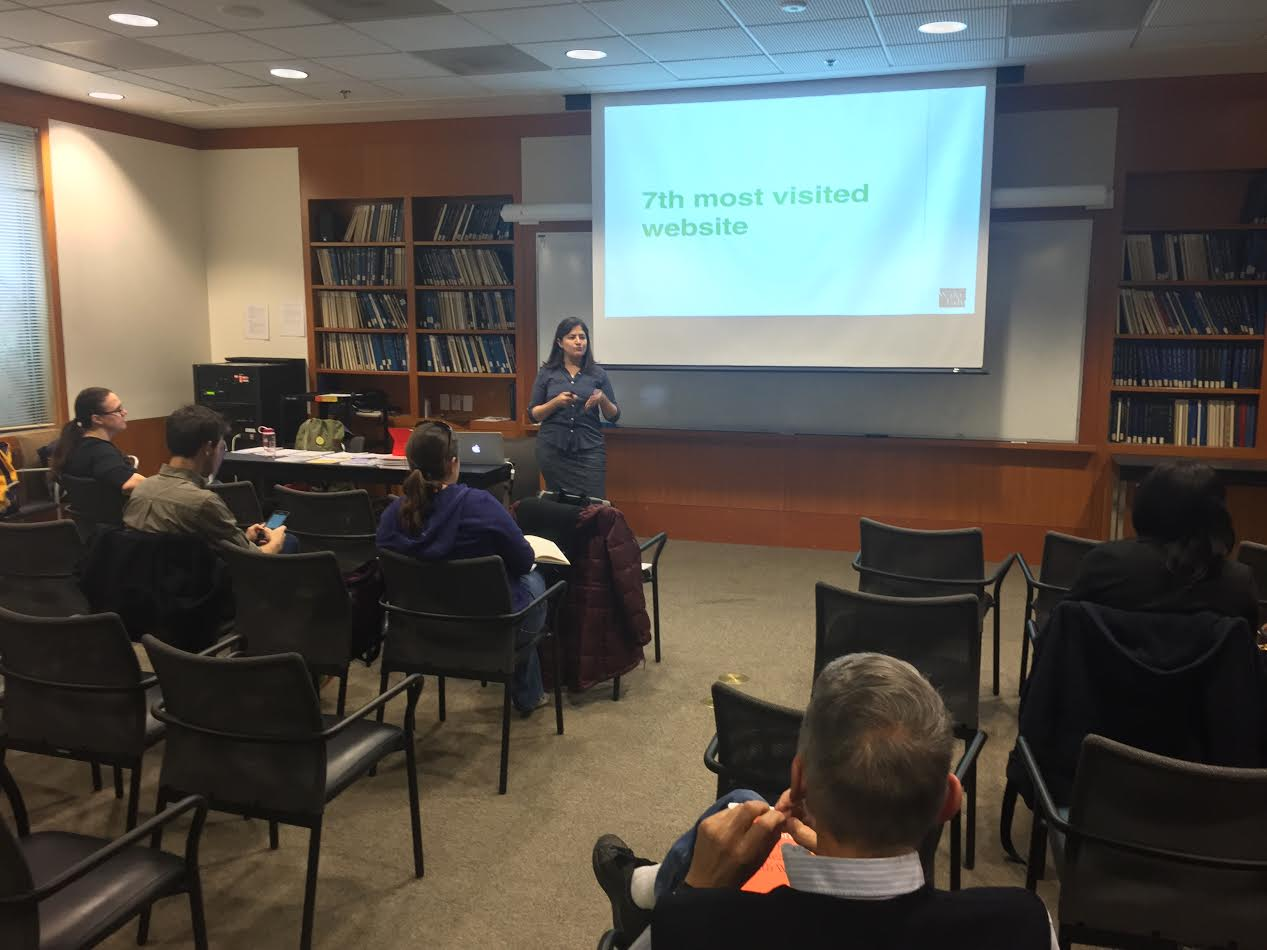
Presentación de clase presencial.

El trabajo presencial está más relacionado con la transmisión de conocimientos, aunque no siempre sea así, pues en las actividades presenciales se puede promover también el trabajo colaborativo. En el trabajo en línea, el alumno tiene la posibilidad de desarrollar sus capacidades de distintas maneras.
Estas formas de enseñanza a las que podríamos llamar redes de aprendizaje, son grupos de personas que aprenden juntas sincronizando el cuándo, el cómo y el dónde se realizan las actividades. La construcción de conocimiento que se produce en estas redes o entornos virtuales, pone de manifiesto que en una comunidad que está bien intercomunicada, la colaboración y las ayudas que se prestan entre sí cooperan en gran medida con la enseñanza y el aprendizaje de forma positiva, sin olvidar el buen efecto que produce el enriquecimiento intelectual entre todos los actores del proceso de enseñanza. De hecho, muchas de las nuevas estrategias llevadas a cabo en entornos educativos tienen que ver con esta cooperación en el aprendizaje cooperativo, como por ejemplo el aprendizaje por grupos o la tutoría entre iguales.
La implementación del modelo en un curso con modalidad de educación a distancia minimiza el impacto de transición que los estudiantes sufren al pasar de una metodología de educación presencial a la educación virtual. Se ha comprobado que el rendimiento académico de los estudiantes evaluados con el modelo b-learning fue efectivo, ya que refuerza y despeja las inquietudes generadas por los estudiantes en los diferentes temas abordados en las actividades virtuales del curso estudiado.
En relación con el uso de materiales, el trabajo en línea da la posibilidad de incluir materiales diversos, enlaces a páginas web, enlaces a vídeos, artículos, mapas mentales, infografías, etc., de manera que los alumnos tienen la posibilidad de aprovechar diversos canales (visuales y auditivos) para recibir información y aprender.
El uso de espacios virtuales para trabajar con los alumnos (LMS como Moodle, Facebook, Blogs, entre otros) favorece que los alumnos puedan subir sus tareas en distintos momentos del día, de acuerdo con su tiempo de trabajo.

## Modelos de aprendizaje semipresencial
El Clayton Christensen Institute for Disruptive Innovation expone los siguientes modelos de aprendizaje semipresencial:
1. Modelo de rotación. En un modelo de esta naturaleza las actividades de la clase están organizadas en estaciones de trabajo que implican diferentes tareas. Los alumnos son organizados en equipos y cada equipo realiza una tarea durante un tiempo y después cambia de estación. Las tareas pueden ser de distinto tipo: trabajo en equipo, trabajo individual, trabajo con tecnología, trabajo con papel y lápiz, entre otros. Dentro de este modelo hay un fuerte trabajo en clase y algunas tareas en línea.
Dentro de este modelo hay cuatro submodelos:
- Rotación de estación. En este modelo los alumnos realizan actividades en cada una de las estaciones de trabajo.
- Rotación de laboratorio de cómputo. En este modelo los alumnos intercambian trabajo entre el salón de clases y el laboratorio de cómputo, aunque la mayor parte de trabajo se realiza con dispositivos electrónicos (computadoras, tabletas, teléfonos inteligentes, entre otros). El salón se reserva para otras actividades.
- Aula invertida. La metodología de clase invertida tiene la intención de revertir la perspectiva tradicional del tiempo en clase. En el pasado, el tiempo de clase se dedicaba a que el profesor proporcionara información a los alumnos. En el modelo de clase invertida se trata de favorecer el aprendizaje individualizado y proporcionar ayuda específica a cada alumno a partir de sus necesidades, así como mejorar la interacción alumno-maestro.La parte informativa de la clase se proporciona para ser revisada en línea por los alumnos fuera del horario de clase.
- Rotación individual. En este modelo cada alumno tiene tareas particulares que pueden ser distintas de las de otros compañeros. El profesor asigna las tareas en función de las necesidades que considere pertinentes.

2. Modelo flexible. En este modelo las actividades en línea constituyen la parte sustancial. El estudiante tiene la flexibilidad de moverse en diferentes modalidades de aprendizaje con el propósito de mejorar su aprendizaje a partir de las necesidades específicas. En consecuencia, cada estudiante tiene una forma específica de organizar su proceso de aprendizaje. Debido a la flexibilidad, el alumno puede transitar entre el trabajo individual, en pequeños grupos, en proyectos del grupo completo, entre otros. El trabajo de asesoría por parte del profesor puede ser mínima o muy amplia, dependiendo de las necesidades de los alumnos. 
3. Modelo a la carta. En este modelo los estudiantes pueden tomar algunas asignaturas del currículo de manera presencial, mientras que otras pueden ser en una modalidad completamente en línea. La parte de asesoría por parte del docente se lleva fundamentalmente en línea en esta modalidad. 
4. Modelo virtual enriquecido. En este modelo los alumnos tienen algunas tutorías de manera presencial en días asignados, pero el resto de trabajo se realiza en línea, donde también tendrán apoyo del profesor virtualmente. Las tutorías por parte del profesor suelen ser opcionales, para los alumnos que requieran un apoyo específico.

## Ventajas y desventajas del trabajo semipresencial
El trabajo semipresencial se reporta como un modelo más efectivo de trabajo que el presencial o el totalmente en línea. El personal docente que promueve el aprendizaje semipresencial argumentan que la incorporación de la tecnología de comunicación asincrónica ayuda a “facilitar una experiencia de aprendizaje independiente y colaborativo”. Esto conlleva una mayor satisfacción en el estudiante y por lo tanto, un mejor logro en sus cursos. El uso de las TIC ayuda a los alumnos a mejorar su actitud hacia el aprendizaje.
Algunas ventajas y desventajas del trabajo semipresencial son:
| Ventajas                                                            | Desventajas                                                              |
| ------------------------------------------------------------------- | ------------------------------------------------------------------------ |
| Mayor nivel educativo.                                              | Requiere herramientas de fácil uso y que estén actualizadas.             |
| Menor gasto económico.                                              | El trabajo en grupo no es fácil de administrar.                          |
| Enseñanza individualizada.                                          | El uso de materiales grabados puede propiciar atrasos en los materiales. |
| Permite medir el progreso académico así como los tiempos empleados. | Mayor lentitud en la retroalimentación.                                  |
| Mejora la comunicación profesor-alumno.                             | El acceso a la red es requisito.                                         |
| Permite el avance de las habilidades.                               |                                                                          |
| Usa estándares para gestionar la calidad y uso.                     |                                                                          |
| Los estudiantes reciben ayuda a través de debates en línea.         |                                                                          |
| Su uso facilita el aprendizaje.                                     |                                                                          |

## Uso del término
La gran importancia que tiene hoy en día las nuevas tecnologías en muchos países, el aprendizaje semipresencial se aplica con frecuencia de un modo específico a la provisión o uso de recursos que combinan educación en línea o de aprendizaje móvil con otros recursos educativos. Algunos autores alegan que los medios básicos del semipresencial pueden también incluir la tutorización o mentorazgo virtual.
Estos medios tienden a combinar un componente de aprendizaje online junto con un componente humano, aunque la implicación del tutor o mentor virtual no tiene por qué ser en el entorno virtual. La tutorización virtual puede facilitarse como parte del trabajo autónomo del estudiante. Los investigadores Heinze y Procter han creado la siguiente definición para aprendizaje semipresencial aplicado a la educación superior:

Algunas de las ventajas del aprendizaje semipresencial son: la relación coste-efectividad tanto de para la institución que ofrece la formación como para el alumno, la rápida actualización de los materiales, nuevas formas de interacción entre alumno-profesor, accesibilidad a un puesto en la enseñanza secundaria, y flexibilidad en la planificación y la programación del curso. Algunas de las desventajas son: el acceso a un ordenador y a Internet, conocimientos limitados en TIC, habilidades de estudio, problemas similares a los que pudieran tener quienes acceden a un centro de enseñanza tradicional.

La metodología semipresencial se establece como una modalidad conjunta de formación presencial y a distancia que involucra aspectos innovadores complementando la formación tradicional y estableciendo periodos de asincronía del aprendizaje. Su integración se ha dado en mayor medida en la educación superior, sin embargo, cada vez en mayor medida se incorpora esta modalidad a enseñanzas básicas.

## Métodos y proyectos sobre enseñanza semipresencial
El programa Sócrates de la Unión Europea financia en la actualidad el desarrollo de cursos semipresenciales en nueve idiomas europeos. Son dos los proyectos de desarrollo, Tool for Online and Offline Language Learning, coordinado por EuroEd Foundation, de Iasi, Rumanía y Autonomous Language Learning coordinado por CNAI en Pamplona, España.
Cada proyecto está construyendo programas de aprendizaje semipresencial en el nivel A2 'Básico', según los descriptores de competencia definidos en el Marco Común Europeo de Referencia de las Lenguas (MCER).
Además del sector académico, el aprendizaje semipresencial también está siendo utilizado por el sector privado, posiblemente por tener un margen de coste-beneficio superior a la formación tradicional, aunque no existen estudios que apoyen este ahorro de costes.
La medicina basada en evidencia (MBE) implica formular preguntas basadas en problemas que surgen en la práctica médica, buscando investigaciones que puedan responderlas, evaluando e interpretando dichas investigaciones, aplicando sus resultados y auditando el proceso. Se ha planteado la interrogante de si el aprendizaje electrónico o a distancia (e-learning), método cada vez más popular de enseñanza de la MBE, es eficaz para mejorar las competencias de los profesionales en el campo de la medicina.  
Para ello se realizó una revisión sistemática de 24 pruebas controladas aleatorizadas, abarcando a 3.285 participantes, que incluían médicos, enfermeras y otros profesionales del área. Los resultados de la revisión indican que el e-learning, ya sea virtual o semipresencial, mejora los conocimientos y habilidades en el campo de la MBE, cuando se le compara con la ausencia total de aprendizaje. Por otro lado, no hay diferencia cuando se compara el e-learning con la educación presencial tradicional. Asimismo, el aprendizaje semipresencial parece ser el más efectivo de todos los métodos, al mejorar los conocimientos, habilidades y actitudes de los profesionales evaluados.

## Ejemplos de sistemas
- Moodle aplicación web libre (GNU Public License) multiplataforma que permite crear sitios de aprendizaje efectivo en línea. Promueve una pedagogía constructivista social (colaboración, actividades, reflexión crítica, etc.).  Su instalación requiere la disponibilidad de una base de datos y una plataforma que soporte PHP. Lo que Moodle ofrece para los cursos son tanto actividades como recursos, en los que podemos encontrar cuestionarios, foros, glosarios, entrega de tareas, wikis, acceso a las URL, entre otros.[35]  Algo importante de Moodle es la presencia de módulos, pues estos son la parte funcional de la plataforma, es como si fuera el alma de Moodle. Estos módulos pueden dividirse tanto en bloques como en actividades.  
  - Bloques: esta se encuentra ubicada en columnas a los costados de la plataforma, y en ella podemos encontrar todo aquello que se pueda agregar no necesariamente ligada al tema central del curso, como un calendario, un reloj, mensajes o usuarios en línea.
  - Actividades: esta va más relacionada con la parte del curso, encontraremos aquí todos aquellos materiales que sirvan para el desarrollo del aprendizaje del alumno como videos, cuestionarios, encuestas, tareas, etc.
- Willow: sistema para la evaluación automática y adaptativa de respuestas en texto libre.[36]
- The LiveManual Project: proyecto que permite la generación de material b-learning de forma muy intuitiva.
- Amadeus: proyecto que permite extender las experiencias adquiridas presencialmente para diversas plataformas (internet, sobremesas, teléfonos móviles, PDA, y televisión digital) de forma integrada y consistente.
- Docebo: Docebo es una plataforma abierta en la nube para el aprendizaje en línea, también conocido como un sistema de administración del aprendizaje.
- Dokeos: es una plataforma de aprendizaje basada en web, donde los Administradores pueden añadir contenidos formativos para que los alumnos puedan aprender de forma amena y sencilla diversos contenidos.
- Canvas Instructure: es una plataforma gratuita que ofrece un espacio para mejorar la enseñanza por medio de la utilización de diversas herramientas digitales.

## Tendencias actuales

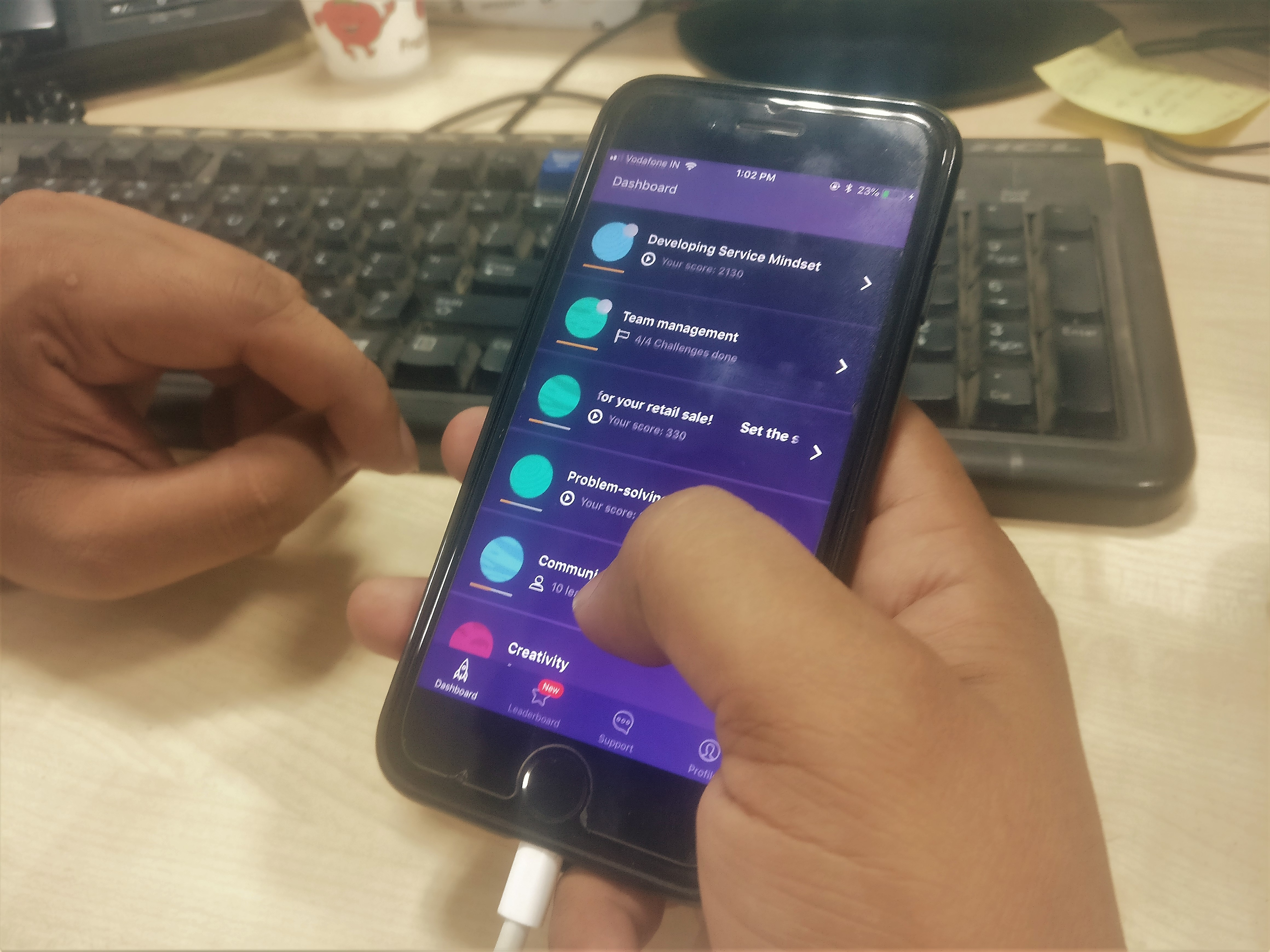
El uso de dispositivos móviles es parte del proceso de aprendizaje semiprencial.

El aprendizaje semi-presencial se basa en la combinación de situaciones de enseñanza-aprendizaje en el aula y a través de recursos virtuales. Esta metodología está teniendo mucho auge actualmente destacando las siguientes tendencias:
- Aprendizaje electrónico móvil: se refiere a una forma de aprender a través de teléfonos móviles, tabletas o portátiles que permite la interacción con los demás (con las redes sociales) así como el incremento de la experiencia de aprendizaje las 24 horas del día y los siete días a la semana gracias al fácil acceso a los materiales. Además, se puede realizar en cualquier momento y en cualquier lugar, dado el fácil acceso que existe a esta tecnología, ya que todos estos dispositivos disponen de internet continuamente.[37]

- Aula invertida: trata de transmitir los contenidos mediante las TIC en casa: textos, grabaciones de video, de audio (podcasts), infografías, presentaciones, mapas conceptuales, etc. Así, los estudiantes pueden consultarlos en el momento y las veces que quieran y, posteriormente, en clase dedicarse a realizar actividades como debates, exposiciones, investigaciones o resolver dudas para terminar de asimilar los contenidos.[38]

- Educación híbrida: hace referencia al proceso donde interactúan o se mezclan dos o más modalidades tales como: presencial, virtual o a distancia. A diferencia del aula invertida o aprendizaje electrónico móvil, no se trata simplemente de utilizar un dispositivo tecnológico sino de extraer lo mejor de cada modalidad para el fortalecimiento del proceso educativo.[39]